# Schlacht bei Noreia
Noreia – Agen – Arausio – Aquae Sextiae – Vercellae
Die Schlacht bei Noreia fand im Jahre 113 v. Chr. zwischen römischen Truppen unter dem Konsul Papirius Carbo und den Kimbern, Teutonen sowie den Ambronen statt. Die Schlacht stellt die erste urkundliche Erwähnung germanischer Stämme dar. Die Schlacht war der Anfang einer ganzen Reihe von Auseinandersetzungen zwischen den Germanen und den Römern.

## Noreia
Noreia war eine befestigte, keltische Siedlung und mutmaßliche Hauptstadt von Noricum; die genaue Lage ist nicht gesichert.

## Vorgeschichte
Vermutlich Sturmfluten und Landnot veranlassten in der zweiten Hälfte des 2. Jahrhunderts v. Chr. einen Teil der Kimbern und Teutonen, ihre Heimat in Nordjütland zu verlassen und sich neue Sitze in südlichen Gegenden zu suchen.
Über die mährische Pforte gelangten sie donauabwärts zu den keltischen Skordiskern im Gebiet des heutigen Serbien, die sie jedoch aus ihren Gebieten abdrängten. Drau- und muraufwärts gelangten sie nach dem nördlichen Noricum, aus dem sie nach der Befürchtung der Römer nach Süden vorzustoßen gedachten.

## Die Schlacht
Die starke Schlüsselfestung Noreia gebot den Kimbern und Teutonen Halt. Das römische Heer, das sich laut Appian ursprünglich am Pass von Pontafel aufstellte, um einem kimbrischen Einfall in Italien vorzubeugen, zog dann aber den Kimbern entgegen.
In Unterhandlungen mit dem Konsul Gnaeus Papirius Carbo erklärten die Gesandten der Kimbern ihre Bereitwilligkeit, das Land zu verlassen. Der Konsul gab der Gesandtschaft einheimische Führer mit, die sie auf einem Umweg in das Lager zurückführen sollten. Er selbst eilte auf dem kürzeren Weg voraus, um die bei Noreia lagernden Kimbern hinterrücks zu überfallen.
Die Schlacht verlief dann aber nicht so, wie von römischer Seite geplant. Lediglich ein Gewitter verhinderte die totale Vernichtung der Römer, da die Germanen das Gewitter für den Zorn der Götter hielten, was sie mehr fürchteten als alles andere.

## Auswirkungen
Entgegen der Befürchtung von römischer Seite verhielten diese Stämme sich anders als die keltischen Senonen unter Brennus, die im 4. Jahrhundert v. Chr. bis nach Rom vorgedrungen waren, und griffen nicht Rom direkt an, sondern wandten sich über die Gebiete der Helvetier und Sequaner nach Westen in Richtung des linken Rheinufers, von wo erneut römisches Gebiet bedroht wurde. Dort kam es 105 v. Chr. erneut zu einer vernichtenden Niederlage der römischen Armee in der Schlacht bei Arausio. Erst unter Marius konnten die Teutonen und Ambronen in der Schlacht von Aquae Sextiae (102 v. Chr.) und die Kimbern in der Schlacht von Vercellae (101 v. Chr.) geschlagen werden. Zuvor hatte Marius unter dem Eindruck der Niederlagen seine Heeresreform durchgeführt.